# Рајкинац
Рајкинац је насељено место града Јагодине у Поморавском округу. Према попису из 2022. има 300 становника (према попису из 2011. било је 412 становника).
Овде се налазе Запис Андрејића храст (Рајкинац), Запис дуд код старе општине (Рајкинац) и Запис дуд на Чукару (Рајкинац).

## Демографија
У насељу Рајкинац живи 413 пунолетних становника, а просечна старост становништва износи 46,6 година (45,4 код мушкараца и 47,8 код жена). У насељу има 143 домаћинства, а просечан број чланова по домаћинству је 3,46.
Ово насеље је великим делом насељено Србима (према попису из 2002. године), а у последња три пописа, примећен је пад у броју становника.
|  |

| Демографија | Демографија | Демографија |
| Година      | Становника  | Становника  |
| ----------- | ----------- | ----------- |
| 1948.       | 788         |             |
| 1953.       | 865         |             |
| 1961.       | 865         |             |
| 1971.       | 775         |             |
| 1981.       | 704         |             |
| 1991.       | 582         | 567         |
| 2002.       | 495         | 536         |
| 2011.       | 412         |             |
| 2022.       | 300         |             |

| Етнички састав према попису из 2002.‍ | Етнички састав према попису из 2002.‍ | Етнички састав према попису из 2002.‍ | Етнички састав према попису из 2002.‍ | Етнички састав према попису из 2002.‍ |
| ------------------------------------ | ------------------------------------ | ------------------------------------ | ------------------------------------ | ------------------------------------ |
|                                      |                                      |                                      |                                      |                                      |
| Срби                                 | Срби                                 |                                      | 481                                  | 97,17%                               |
| непознато                            | непознато                            |                                      | 13                                   | 2,62%                                |

| Година пописа     | 1948. | 1953. | 1961. | 1971. | 1981. | 1991. | 2002. |
| ----------------- | ----- | ----- | ----- | ----- | ----- | ----- | ----- |
| Број домаћинстава | 162   | 170   | 188   | 188   | 171   | 147   | 143   |

| Број чланова      | 1  | 2  | 3  | 4  | 5  | 6  | 7 | 8 | 9 | 10 и више | Просек |
| ----------------- | -- | -- | -- | -- | -- | -- | - | - | - | --------- | ------ |
| Број домаћинстава | 16 | 49 | 19 | 16 | 15 | 18 | 6 | 2 | 1 | 1         | 3,46   |

| Пол    | Укупно | Неожењен/Неудата | Ожењен/Удата | Удовац/Удовица | Разведен/Разведена | Непознато |
| ------ | ------ | ---------------- | ------------ | -------------- | ------------------ | --------- |
| Мушки  | 215    | 40               | 154          | 15             | 4                  | 2         |
| Женски | 210    | 21               | 155          | 32             | 2                  | 0         |
| УКУПНО | 425    | 61               | 309          | 47             | 6                  | 2         |

| Пол    | Укупно                    | Пољопривреда, лов и шумарство | Рибарство                            | Вађење руде и камена | Прерађивачка индустрија       |
| ------ | ------------------------- | ----------------------------- | ------------------------------------ | -------------------- | ----------------------------- |
| Мушки  | 104                       | 42                            | 0                                    | 0                    | 31                            |
| Женски | 38                        | 23                            | 0                                    | 0                    | 5                             |
| УКУПНО | 142                       | 65                            | 0                                    | 0                    | 36                            |
| Пол    | Производња и снабдевање   | Грађевинарство                | Трговина                             | Хотели и ресторани   | Саобраћај, складиштење и везе |
| Мушки  | 0                         | 8                             | 2                                    | 3                    | 5                             |
| Женски | 0                         | 0                             | 1                                    | 0                    | 0                             |
| УКУПНО | 0                         | 8                             | 3                                    | 3                    | 5                             |
| Пол    | Финансијско посредовање   | Некретнине                    | Државна управа и одбрана             | Образовање           | Здравствени и социјални рад   |
| Мушки  | 0                         | 0                             | 2                                    | 2                    | 5                             |
| Женски | 0                         | 0                             | 1                                    | 4                    | 3                             |
| УКУПНО | 0                         | 0                             | 3                                    | 6                    | 8                             |
| Пол    | Остале услужне активности | Приватна домаћинства          | Екстериторијалне организације и тела | Непознато            | Непознато                     |
| Мушки  | 0                         | 0                             | 0                                    | 4                    | 4                             |
| Женски | 1                         | 0                             | 0                                    | 0                    | 0                             |
| УКУПНО | 1                         | 0                             | 0                                    | 4                    | 4                             |